# Empoasca crystola
Empoasca crystola är en insektsart som beskrevs av Ross 1963. Empoasca crystola ingår i släktet Empoasca och familjen dvärgstritar. Inga underarter finns listade i Catalogue of Life.